# Cyclomia minuta
Cyclomia minuta är en fjärilsart som beskrevs av Druce 1892. Cyclomia minuta ingår i släktet Cyclomia och familjen mätare. Inga underarter finns listade i Catalogue of Life.